# Чурчхела
Чурчхела (груз. ჩურჩხელა) је традиционална грузијска посластица. Главни састојци су сок из свеже муљаног грожђа, орашасти плодови и брашно. На жицу се нанижу бадем, орах, лешник, а понекад и суво грожђе, а затим се умачу у згрушавајући сок од грожђа или други воћни сок и после сушења имају облик кобасице. Традиционална технологија прављења чурчхеле из региона Кахетија је 2015. године уписана на националну листу Нематеријалног културног наслеђа Грузије.

## Изван Грузије
Чурчхела и њене варијације су популарне у још неколико земаља осим Грузије, и то у: Ирану, Јерменији, Кипру, Грчкој, Русији, Украјини, и Турској. У Ирану је позната као "Lævascæck Adjili" (لواشک آجیلی). У Јерменији, Грчкој, и Турској је позната као "слатки суџук" (јерм. քաղցր սուջուխ) (тур. cevizli sucuk, walnut sujuk).
Међу кипарским Грцима је позната као сутцукос (σουτζούκος или σουτζιούκκος) а у Грчкој сутцуки (σουτζούκι). Кипарска варијација чурчхеле се добија умакањем низа бадема у желе и зове се палузес.

## Припрема
Чурчхела је производ грузијске кухиње. Грузини обично праве чурчхелу у јесен када се прикупљају основни састојци. Добија се када се низ орашастих плодова умоче у сок од свеже муљаног грожђа који се зове Татара или Пеламуши (сок од грожђа помешан са брашном због густине), и потом осуше на сунцу. приликом прављења чурчхеле не користи се шећер. Уместо ораха, у регијама у западној Грузији користе се бадеми и лешници.
Чурчхела има облик свеће, али многи кажу да изгледа као кобасица. Грузијски ратници су носили чурчхелу са собом јер садржи много калорија. Најбоље чурчхеле су из региона Кахетија, који је познат као домовина вина.
Сок од грожђа се сипа у великом бронзаном котлу (казани) и полако се загрева. Мала количина специјалне беле земље која се зове аспрои додаје се приликом кључања и доприноси да нечистоће избију на површину, где се сакупљају и уклањају. Могуће је заменити аспрои, када није доступан, са лагер пивом, што даје скоро исти резултат. Када се поступак чишћења заврши, течност се оставља да се охлади. Затим се додаје брашно уз мешање и загревање. Када достигне праву конзистенцију, што се види на основу брзине парних мехурића и вискозности смеше, она се склања са топлоте. Смеша је спремна за следећи корак који се састоји од припреме ораха за потапање.
Пре потапања, орашасти плодови морају прво бити очишћени од љуске. Затим се потапају у воду како би омекшали. Када су довољно омекшали, нижу се на 2-3 метра дуге низове. Низе се потом потапају у претходно добијену смешу. Поступак се понавља неколико пута док се не добије жељена дебљина. Процес сушења траје 5-6 дана. Након сушења спремни су за употребу или складиштење.